# Miguel Freitas
Miguel Freitas (ur. 2 marca 1984 roku w Lizbonie) – portugalski kierowca wyścigowy.

## Kariera
Freitas rozpoczął karierę w międzynarodowych wyścigach samochodowych w 2005 roku od startu wMégane Trophy Eurocup. Z dorobkiem pięciu punktów uplasował się na 25 pozycji w klasyfikacji generalnej. W późniejszych latach Portugalczyk pojawiał się także w stawce European Touring Car Cup, FIA GT3 European Championship, World Touring Car Championship, SEAT Leon Eurocup oraz SEAT Leon Supercopa Spain.
W World Touring Car Championship Portugalczyk wystartował w dwunastu wyścigach sezonu 2007 z belgijską ekipą Racing for Belgium. W drugim wyścigu włoskiej rundy uplasował się na piętnastej pozycji, co było jego najlepszym wynikiem w mistrzostwach.